# Младен Крстаїч
Младен Крстаїч (серб. Mladen Krstajić, нар. 4 березня 1974, Зениця) — сербський футболіст, що грав на позиції захисника, зокрема за клуби «Вердер» та «Шальке 04», а також національну збірну Сербії.
Згодом — футбольний тренер.

## Клубна кар'єра
Народився 4 березня 1974 року в місті Зениця. Вихованець футбольної школи клубу «Челік» (Зеніца).
У дорослому футболі дебютував 1992 року виступами за команду клубу «Сента», в якій провів один сезон, взявши участь у 15 матчах чемпіонату.
Згодом з 1993 по 2000 рік грав у складі команд клубів «Кікінда» та «Партизан».
Своєю грою за останню команду привернув увагу представників тренерського штабу клубу «Вердер», до складу якого приєднався 2000 року. Відіграв за бременський клуб наступні чотири сезони своєї ігрової кар'єри. Більшість часу, проведеного у складі «Вердера», був основним гравцем захисту команди.
У 2004 році уклав контракт з клубом «Шальке 04», у складі якого провів наступні п'ять років своєї кар'єри гравця. Граючи у складі «Шальке» також здебільшого виходив на поле в основному складі команди.
Завершив професійну ігрову кар'єру у клубі «Партизан», у складі якого вже виступав раніше. Прийшов до команди 2009 року, захищав її кольори до припинення виступів на професійному рівні у 2011 році.

## Виступи за збірні
У 1999 році дебютував в офіційних матчах у складі національної збірної Югославії, згодом грав за збірні Сербії і Чорногорії, а також Сербії. Протягом кар'єри у цих національних командах, яка тривала 8 років, провів у їх формі 59 матчів, забивши 2 голи.
У складі збірної Сербії і Чорногорії був учасником чемпіонату світу 2006 року у Німеччині.

## Тренерська робота
2016 року прийняв пропозицію Славолюба Муслина увійти до очолюваного ним тренерського штабу збірної Сербії. Тренерський штаб успішно впорався із завданням виведення національної команди до фінальної частини чемпіонату світу 2018 року, проте після завершення відбіркового турніру Муслина було несподівано звільнено, а Крстаїча у жовтні 2017 року було призначено виконувачем обов'язків головного тренера сербської збірної. Вже у грудні того ж року його було перепризначено очільником тренерського штабу сербської збірної. У такому статусі він готував її до фінальної частини світової першості 2018 року, де балканці у першій грі своєї Групи E мінімально здолали збірну Кости-Рики, однак поступилися у решті двох іграх групового раунду і вибули з боротьби.
Після мундіалю Крстаїч прожовжив працювати зі збірної і був звільнений лише влітку 2019 року після поразки від збірної України з рахунком 0:5 попри наступну перемогу над Литвою з рахунком 4:1.
2021 року повернувся до тренерської роботи, очоливши тренерський штаб команди ТСЦ (Бачка-Топола), а невдовзі отримав запрошення від ізраїльського «Маккабі» (Тель-Авів).
З 2022 по 2023 роки — головний тренер національної збірної Болгарії.

## Титули і досягнення
- Чемпіон Югославії (3):

«Партизан»: 1995-96, 1996-97, 1998-99
- Чемпіон Сербії (2):

«Партизан»: 2009-10, 2010-11
- Володар Кубка Югославії (1):

«Партизан»: 1997-98
- Володар Кубка Сербії (1):

«Партизан»: 2010-11
- Чемпіон Німеччини (1):

«Вердер»: 2003-04
- Володар Кубка Німеччини (1):

«Вердер»: 2003-04
- Володар Кубка Інтертото (1):

«Шальке 04»: 2004
- Володар Кубка ліги (1):

«Шальке 04»: 2005